# Abatiku
Abatiku est un petit village des Kiribati, située sur l’atoll d’Abemama, dans les îles Gilbert, peuplé de 154 habitants en 2015.